# Dogo Mayaki
Assoumana Oumarou Dogo Mayaki, né en 1953 à Tounfalis dans le département de Filingué, est un écrivain néerlando-nigérien.

## Biographie
Dogo Mayaki a fréquenté les écoles élémentaires de Dogondoutchi et Filingué, puis le Lycée National de Niamey de 1966 à 1973. Il étudie le tourisme ainsi que l'anglais et l'espagnol à l'Université de Lyon II, ainsi que la pédagogie à l'Educatieve Faculteit Amsterdam, à la Hogeschool van Amsterdam.
Mayaki, qui a la double nationalité néerlandaise et nigériane, a travaillé comme directeur d'école au Lycée Bosso à Niamey. Il a publié des romans satiriques et sociaux et des recueils de poésie en français. Il a également été président de l'Association des Ecrivains Nigériens.

## Ouvrages
- Le demain des humains. Poèmes. Imprimerie Nationale du Niger, Niamey 1991[3].
- Poèmes. In Écriture. Littératures du Niger. Nr. 42. Lausanne 1993, S. 148–152.
- Civilisation sauvage. I.B.S., Niamey 1995.
- Canons fleuris. Poèmes. Indrap, Niamey 2000.
- Diplômé de la rue. Chronique. Mag-Niger, Niamey 2011.